# Gotō Morinori
Gotō Morinori est un nom japonais traditionnel ; le nom de famille (ou le nom d'école), Gotō, précède donc le prénom (ou le nom d'artiste).
Gotō Morinori (五島 盛徳, 15 juillet 1840-11 novembre 1875) est le 11e et dernier daimyō du domaine de Fukue dans la province de Hizen, île Kyūshū au Japon (moderne préfecture de Nagasaki). Il est le 31e chef héréditaire du clan Gotō. Ses titres de courtoisie sont Ōmi-no-kami puis plus tard Hida-no-kami et il porte le rang de cour de 5e inférieur.

## Biographie
Morinori est le troisième fils de Gotō Moriakira, 10e daimyō du domaine de Fukue. Cependant, comme ses deux frères aînés meurent à un âge précoce, il est choisi comme héritier et devient le 11e daimyō lorsque son père se retire, le 21 janvier 1858.
Cependant, comme il est de faible constitution, son père à la retraite continue de jouer un rôle actif dans son administration. En 1863, il termine la reconstruction de siège de la famille au château d'Ishida, dernier château japonais construit au cours de la période du bakufu Tokugawa. Il est un des premiers partisans du mouvement sonnō jōi et est convoqué à Kyoto en octobre 1867 pour prêter serment de fidélité à l'empereur Meiji. Il arrive à Kyoto en 1868 et le nouveau gouvernement de Meiji lui ordonne de renforcer les défenses maritimes de son domaine insulaire contre les possibles incursions de navires étrangers. Pour couvrir les coûts de ce programme, le nouveau gouvernement abolit le domaine secondaire de Tomie et ajoute 3 000 koku à ses revenus. Cependant, les gens de Tomie sont fortement opposés à l'union avec le domaine de Fukue et ce n'est qu'en juillet 1869 qu'il est en mesure de prendre possession des nouveaux territoires. À cette époque, la position de daimyō a déjà été supprimée et son titre officiel est celui de gouverneur de domaine.
Le 15 juillet 1871, le domaine de Fukue lui-même disparaît après l'abolition du système han et devient une partie de la nouvelle préfecture de Nagasaki. Morinori s'installe à Tokyo. Il meurt, avant son père, en 1875, et sa tombe se trouve au temple Kichijo-ji. Ses descendants reçoivent plus tard le titre de shishaku (vicomte) dans le cadre du nouveau système de pairie kazoku mis en place par le gouvernement de Meiji.

## Source de la traduction
- (en) Cet article est partiellement ou en totalité issu de l’article de Wikipédia en anglais intitulé « Gotō Morinori » (voir la liste des auteurs).